# グッデイCBC
『グッデイCBC』（グッデイシービーシー）は、2002年4月1日から2003年3月28日まで中部日本放送（CBC）で放送された朝の情報番組。放送時間は毎週月曜 - 金曜 7時46分頃 - 8時22分（JST） 。TBS系全国ネットの朝の情報番組『おはよう!グッデイ』のCBCローカルパートに相当する。

## 概要
CBCのアナウンサーたちが出演していた番組で、彼らはこの番組独自のセカンドネームを名乗って出演していた。メインMCを務めた石井亮次は毎回「グッデイ石井」という名で出演し、それ以外のアナウンサーも同様に、たとえ出演回数が1回だけであってもナレーションのみの担当であってもセカンドネームが付けられていた。詳細は出演者の節を参照。
この番組は、本編である『おはよう!グッデイ』が終了すると同時に終了した。その1年後には後継番組の『ウォッチ!』内で7時台後半のローカル枠が復活したが、その際にCBCも同番組内でローカル枠を復活させる予定であった。しかし、結局ローカル枠は復活せず、7時台後半のローカル枠は引き続きキー局・TBSからのネット受けで放送され続けた。以来、CBCの平日ローカル朝ワイド番組は2024年6月24日から3週間限定で放送の『THE TIME,×チャント!』まで制作が途絶えることになる。

## 出演者

### CBCアナウンサー
後に別の部署へ異動した者やCBCを退社した者も含む。括弧内は、出演者それぞれに付けられていたセカンドネーム。
- 石井亮次（グッデイ石井） - メインMCを担当。
- 森合康行（ヘルシー森合） - 石井が夏期休暇を取っている間のピンチヒッターとして出演。セカンドネームが付けられる以前にヘリコプターからの中継で登場。
- 沢朋宏（ハッスル沢） - 中継を担当。
- 多田しげお（ダンディー多田 → ザビエルしげお） - ナレーションを担当。
- 塩見啓一（フィーバー塩見）
- 高田寛之（バルーン高田） - 中継を担当。
- 大石邦彦（ミニマム大石） - 番組後期にてしばしば出演していた。
- 若狭敬一 - 1度だけ番組に登場。セカンドネームは不明。
- 丹野みどり（グリーン丹野） - 「星のカービィ星占い」「まけてよ!グッデイ」のナレーションを担当。
- 渡辺美香（ミカリン渡辺）
- 加藤由香（プリティー由香） - 中継担当。
- 加藤小百合（リリー加藤）
- 加藤千佳（ゴージャス千佳） - 「まけてよ!グッデイ」のナレーションを担当。
- 大橋麻美子（マミー大橋）
- 丸山蘭那（ランナー丸山）
- 小高直子（ピッツア小高） - 「まけてよ!グッデイ」のナレーションを担当。
- 小堀勝啓 - ナレーションを担当。

### よしび
番組放送開始から半年間、「よしび」という名の1匹のアシスタント犬が出演していた。ゴールデン・レトリバー（4分の3）と別の犬（4分の1・犬種は不明）との雑種で、額に小判型の白い模様があるのが特徴。2002年2月8日生まれ。元は捨て犬で、動物保護管理センターにいたとのことである。名前は視聴者からの応募で決められたもので、番組タイトルのグッデイを日本語にした「好日」と、当時のCBCのキャッチフレーズ「なかよしびし」を掛け合わせたものである。
放送開始当初は子犬だったこともあり、出演時には画面に映りやすくするよう高台の上に置かれていた。成長後は高台には置かれなくなったが、それとともに番組のオープニングで紹介される程度になり、その後はカメラが切り替わるたびに映る程度となった。アシスタントの役目を終えてからも、その後の成長過程の撮影映像が時々流されていた。最終回では森合とともにオープニングを飾り、番組の終了後は名古屋市千種区のペットシッターの下で飼われている。なお、石井は番組の終了から3年後に再びよしびに会いに行ったが、その際によしびが自分の顔を覚えていたことに感動していた。

### その他の出演者
上記レギュラー陣のほか、当時CBCテレビの『ヒデヨシ』に出演していた品川庄司などがゲストで訪れていた。つボイノリオがこの番組に出演した際に、1度だけ自らを「ゴールデン・つ・ボーイ」と名乗っていた。

## コーナー
ランキン・ランキン
売れ筋の商品をランキング形式で紹介していたコーナー。7時57分頃から放送。
東海地方のニュース
ニューススタジオからローカルニュースを伝える。ここでニュース読みをしたアナウンサーが番組スタジオでセカンドネーム付きで生出演することもある。
今日の買い
企業の広報担当者が出演し、1分間のセールストークで各社一押しの商品を宣伝してもらっていたコーナー。8時1分頃から放送。
まけてよ!グッデイ
東海3県各地にある飲食店の取材を行うコーナー。視聴者が番組の放送直後または放送日の翌日にその店へ行き、店員に「グッデイ!」という合言葉を告げると、店のメニューを無料ないしは割引で食べられるこの番組限定のサービスが行われていた。
知っ得!朝採り情報
CBCラジオとの同時生中継コーナーで、当時からCBCラジオで放送されていたラジオ番組『多田しげおの気分爽快!!朝からP・O・N』のレポートドライバーによる中継にテレビカメラクルーが同行していた。当初は毎日行われていたが、『朝PON』が毎週金曜にゲストを招いていたことから、放送時間の関係上途中でカットされてしまうことになった。そのため、金曜のみ番組独自で中継を行うようになった。
星のカービィ星占い
当時TBS系列局で放送されていたCBC製作のテレビアニメ『星のカービィ』を起用した占いコーナー。毎週金曜には、コーナーの後に同作品の予告も併せて行われていた。このコーナーは、東北放送のみで放送されたローカルパート『グッデイみやぎ』の中でも放送されていた。

## スタッフ
- ディレクター - 斎藤龍昭、諏訪誠彦、樋口昇、清水三貴
- アシスタントプロデューサー - 寺田繁
- プロデューサー - 大羽秀樹